# Vall del Vernissa
La Vall de Vernissa és una subcomarca de la Safor que coincideix amb l’antic terme general del castell de Palma, el qual incloïa, al seu torn, els castells de Borró (Ròtova) i Vilella (Almiserà). A través del curs i la conca del riu Vernissa, afluent del Serpis, transita entre la Vall d’Albaida i l'Horta de Gandia. Inclou els pobles de Llocnou de Sant Jeroni, Almiserà, Castellonet, Ròtova, Alfauir, Palma de Gandia i Ador. També és coneguda com a Conca del Vernissa i Foia del Vernissa.
Llocnou de Sant Jeroni i Almiserà són a tocar a tocar l’un en l’altre, a una vora i l’altra del riu, el qual tant com separar-los els lliga. Són els pobles capçalers d’aquest enclavament de terres blanques, abans de secà i petites hortetes, allargat als volts i giravolts del riu, que comença en aquests dos pobles germans i acaba en Palma de Gandia, amb una orografia i una climatologia peculiars, distintes de les de la Safor i la Vall d’Albaida, la qual té per dossers la Cuta i els seus forçuts contraforts de l’Ombria per migjorn i la barrancuda solana de la serra de Marxuquera per tramuntana. Ròtova és el poble principal de la conca més alta mentre que Palma i Ador s'assomen i s’integren ja a l’horta històrica de Gandia.
El col·lectiu cultural Vall de Vernissa edita des de 2004 la revista la Falzia, la qual té com a àmbit compartit els set pobles nomenats.

## Municipis
Les dades bàsiques dels 7 municipis, amb les xifres de població del padró municipal d'habitants 2023, són:
| Municipi                    | Habitants (2023) | Sup. (km²) | Dens. (2023) (hab./km²) |
| --------------------------- | ---------------- | ---------- | ----------------------- |
| Palma de Gandia             | 1.735            | 14,0       | 123,9                   |
| Ador                        | 1.699            | 13,8       | 123,1                   |
| Ròtova                      | 1.292            | 7,5        | 172,3                   |
| Llocnou de Sant Jeroni      | 567              | 6,5        | 87,2                    |
| Alfauir                     | 477              | 6,2        | 76,9                    |
| Almiserà                    | 279              | 7,4        | 37,7                    |
| Castellonet de la Conquesta | 149              | 5,4        | 27,6                    |
| la Vall del Vernissa        | 6.198            | 60,8       | 92,6                    |